# Tiroxină
Tiroxina (T₄) sau tetraiodotironina este un hormon tiroidian. Acesta are ca acțiune stimularea metabolismului bazal și are rol în procesele morfogenetice, de creștere și diferențiere celulară și tisulară. Această acțiune se manifestă foarte pregnant la nivelul sistemului nervos.
Tiroida este o glandă de dimensiuni mici, cu forma de fluture, situata la baza gatului. Tiroida are un rol vital la nivel metabolic, actionand pe metabolismul bazal, glucidic, lipidic si proteic, cat si la nivelul diverselor organe si sisteme ( sistemul nervos central, digestiv, aparatul cardiovascular).
Producerea și funcționarea hormonului tiroidian se bazează pe un sistem de feedback al organismului. Atunci când nivelul de T4 din circulație scade, hipotalamusul (organ situat în masa cerebrală) eliberează tirotropina (TRH), care stimulează la rândul ei eliberarea de TSH de către glanda pituitară (organ aflat în spatele hipotalamusului); TSH-ul stimulează tiroida să producă o cantitate și mai mare de T4. Odată cu creșterea concentrației de T4, se stopează și eliberarea de TSH.
T4 reprezintă aproape 90% din totalul hormonilor tiroidieni, față de T3 cu mai puțin de 10%. În interiorul glandei tiroide, T4 este legat de o proteină numită tiroglobulină, iar atunci când organismul necesită acest hormon, glanda îl eliberează în circulație. În sânge, T4 se găsește atât sub formă liberă (nelegat) cât și sub formă de hormon legat; concentrația de T4 liber este doar 0,1% din totalul hormonului. Acesta se găsește într-o stare relativ inactivă, dar urmează să fie transformat într-un hormon activ, T3, în interiorul ficatului și al altor țesuturi.
Dacă tiroida nu produce o cantitate suficientă de T4 (dereglare a glandei sau deficit de TSH), atunci pacientul va prezenta simptome ale hipotiroidiei: creșterea în greutate, piele uscata, intoleranță la frig, menstruație neregulată, oboseală, somnolenta, tulburari de memorie si concentrare, constipatie. Dacă T4 se găsește în exces, ritmul funcționării organismului va crește și vor apărea simptome ale hipertiroidei, precum creșterea pulsului, stare de anxietate, pierdere în greutate, insomnii, tremur al mâinilor.
Cele mai frecvente cauze ale dereglărilor secretiei de hormoni tiroidieni sunt in stransa legatură cu bolile autoimune, precum:  boala Graves-Basedow (care determina hipertiroidie) și tiroidita cronica autoimuna Hashimoto (care cauzeaza hipotiroidie), dar pot fi determinate și de tiroiditele subacute sau acute (de etiologie virala sau bacteriana), anumite medicamente precum Amiodarona, litiul, administrarea de iod radioactiv sau postchirurgie (tiroidectomie).